# Collegio di Sussex Weald
Sussex Weald è un collegio elettorale situato nel Sussex, nel Sud Est dell'Inghilterra, e rappresentato alla Camera dei Comuni del Parlamento del Regno Unito. Elegge un membro del Parlamento con il sistema first-past-the-post, ossia maggioritario a turno unico; l'attuale parlamentare è Nusrat Ghani del Partito Conservatore, che rappresenta il collegio dal 2024.

## Estensione
Il collegio è costituito dai seguenti ward dell'East Sussex, del borgo di Wealden: Chiddingly, East Hoathly and Waldron, Crowborough Central, Crowborough Jarvis Brook, Crowborough North, Crowborough St. Johns, Crowborough South East, Crowborough South West, Framfield and Cross-in-Hand, Frant and Wadhurst, Hadlow Down and Rotherfield, Hailsham Central, Hailsham East, Hailsham North, Hailsham North West, Hailsham South, Hailsham West, Hartfield, Heathfield North, Heathfield South, Hellingly, Horam and Punnetts Town, Mayfield and Five Ashes e Withyham.
Comprende le seguenti aree:
- circa il 70% del precedente collegio di Wealden, tra cui le città di Crowborough e Hailsham;
- la città di Heathfield ed i villaggi circostanti, provenienti del collegio di Bexhill and Battle.

## Membri del parlamento
| Elezione | Elezione | Deputato     | Partito      |
| -------- | -------- | ------------ | ------------ |
|          | 2024     | Nusrat Ghani | Conservatore |

## Risultati elettorali

### Elezioni negli anni 2020
| Partito                    | Partito                                         | Candidato                  | Risultati 4 luglio 2024 | Risultati 4 luglio 2024 |
| Partito                    | Partito                                         | Candidato                  | Voti                    | %                       |
| -------------------------- | ----------------------------------------------- | -------------------------- | ----------------------- | ----------------------- |
|                            | Conservatore                                    | Nusrat Ghani               | 16 758                  | 34,08                   |
|                            | Lib Dem                                         | Danielle Newson            | 9 916                   | 20,16                   |
|                            | Reform UK                                       | David Morgan               | 8 920                   | 18,14                   |
|                            | Laburista                                       | Dipesh Patel               | 8 239                   | 16,75                   |
|                            | Verde                                           | Austin Henderson           | 3 762                   | 7,65                    |
|                            | Indipendente                                    | Shaun Bowler               | 953                     | 1,94                    |
|                            | Social Democratico                              | Stephen Gander             | 319                     | 0,65                    |
|                            | Heritage                                        | Dominie Stemp              | 156                     | 0,32                    |
|                            | UKIP                                            | Chris Magness              | 152                     | 0,31                    |
|                            |                                                 |                            |                         |                         |
| Iscritti                   | Iscritti                                        | Iscritti                   | 72 897                  | 100,00                  |
| ↳ Votanti (% su iscritti)  | ↳ Votanti (% su iscritti)                       | ↳ Votanti (% su iscritti)  | 49 175                  | 67,46                   |
| ↳ Astenuti (% su iscritti) | ↳ Astenuti (% su iscritti)                      | ↳ Astenuti (% su iscritti) | 23 722                  | 32,54                   |
|                            |                                                 |                            |                         |                         |
|                            | Esito: collegio a Conservatore (nuovo collegio) |                            |                         |                         |